# Coordinadora Sindical de Madrid
La Coordinadora Sindical de Madrid es un organismo de acción conjunta creado en 2003 por diversas organizaciones asamblearias de trabajadores de empresas minoritarias de Madrid, generalmente de tendencia comunista. Tras un proceso de fusión de algunas de las organizaciones participantes, la denominación pasó a ser Coordinadora Sindical de Clase, englobando a organizaciones de todo el estado. Entre estas organizaciones destacan:
- Plataforma Sindical.
- Nueva Plataforma de la Casa de la Moneda.
- Comisión de Trabajadores Asamblearios, sindicato de la empresa Iberia.
- Alternativa Sindical de Trabajadores, sindicato de la empresa Telefónica.
- Sindicato Unitario del diario ABC
- Colectivo Obrero Popular de la empresa Roca
- Sindicato Unificado Independiente de trabajadores

La unidad de acción se concreta en la convocatoria de manifestaciones, seguimiento de campañas y acciones legales, y celebraciones conjuntas (1.º de mayo), elaboración de manifiestos de análisis de la realidad social y política, y edición de una revista mensual.